# オータムティアラ
オータムティアラ（オータムティアラ）は岩手県競馬組合が施行する地方競馬の重賞競走である。格付けはM1。正式名称は「テレビ岩手杯 オータムティアラ」。
副賞は、テレビ岩手社賞、JBC協会賞、福島県馬事畜産振興協議会会長賞、奥州市長賞、開催執務委員長賞（2024年）。

## 概要
2020年（令和2年度）に、岩手競馬において3歳牝馬三冠が整備され、留守杯日高賞、ひまわり賞（オークス）に続く三冠目の競走として「OROオータムティアラ」の名称で新設された競走である。創設時は盛岡競馬場ダート2000mで行われた。なお、競走名は第2回が「めんこいテレビ杯 OROオータムティアラ」、第3回と第4回は「テレビ岩手杯 OROオータムティアラ」であった。
2024年に施行場が水沢競馬場ダート1900mに変更され、競走名が「テレビ岩手杯 オータムティアラ」となった。
また、第1回よりHITスタリオンシリーズに指定されている。対象種牡馬は2020年がネオユニヴァース、2021年がロゴタイプ、2022年がサトノアラジン、2023年がコパノリッキー、2024年がカフェファラオ。

### 条件・賞金（2024年）
出走条件
サラブレッド系3歳牝馬、岩手所属
- ひまわり賞で上位3着までに入った馬に優先出走権がある。

負担重量
定量 (54kg)
賞金等
賞金額は1着600万円、2着210万円、3着120万円、4着78万円、5着42万円で、着外手当は3万円。

## 歴代優勝馬
| 回数  | 施行日         | 競馬場 | 馬場距離 | 優勝馬           | 性齢 | 所属 | タイム | 優勝騎手   | 管理調教師 | 馬主             |
| ----- | -------------- | ------ | -------- | ---------------- | ---- | ---- | ------ | ---------- | ---------- | ---------------- |
| 第1回 | 2020年10月25日 | 盛岡   | ダ2000m  | セシール         | 牝3  | 水沢 | 2:06.2 | 阿部英俊   | 三野宮通   | （株）アプエンテ |
| 第2回 | 2021年10月24日 | 盛岡   | ダ2000m  | ファイントリック | 牝3  | 水沢 | 2:08.0 | 七夕裕次郎 | 佐藤祐司   | 佐藤信廣         |
| 第3回 | 2022年9月18日  | 盛岡   | ダ2000m  | トーセンキャロル | 牝3  | 盛岡 | 2:10.4 | 山本聡哉   | 佐藤浩一   | 島川隆哉         |
| 第4回 | 2023年9月18日  | 盛岡   | ダ2000m  | ミニアチュール   | 牝3  | 水沢 | 2:06.5 | 山本政聡   | 佐藤祐司   | 平賀敏男         |
| 第5回 | 2024年9月22日  | 水沢   | ダ1900m  | リケアマロン     | 牝3  | 水沢 | 2:00.7 | 吉原寛人   | 菅原勲     | 稲場澄           |

### 各回競走結果の出典
- オータムティアラ 歴代優勝馬 - 地方競馬全国協会
- JBISサーチ
  - 2020年、2021年、2022年、2023年、2024年